# Мунк-Петерсен, Густав
Густав Мунк-Петерсен (дат. Gustaf Munch-Petersen; 18 февраля 1912 — 2 апреля 1938) — датский писатель и художник. Он писал сюрреалистические стихи в прозе, которые считались новаторскими в своё время и вдохновляли позднейших авторов. Его стихотворение «Самая низкая из стран» (det underste land) из одноименного сборника стихотворений включено в культурный канон Дании.

## Биография

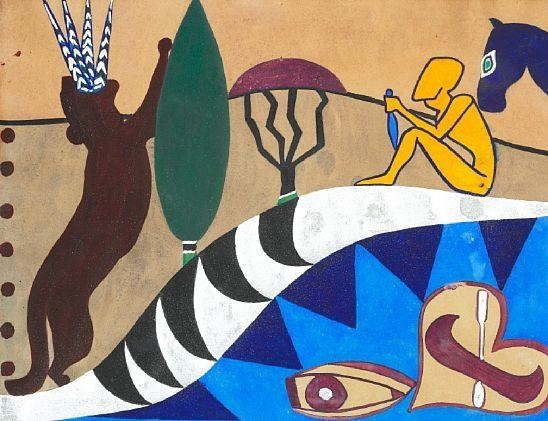
Картина Мунк-Петерсена «Вечер у реки»

Густав Мунк-Петерсен вырос в зажиточной и респектабельной семье либеральных взглядов; он был одним из четырёх сыновей Вальфрид Пальмгрен (1877—1967, общественной деятельницы шведского происхождения и доцента кафедры шведского языка в Копенгагенском университете), и Йона Юлиуса Мунк-Петерсена (1873—1939, профессора инженерных исследований в Политехнической школе). 
Он окончил гимназию в 1930 году и после этого начал посещать несколько академических курсов, но ни один из них не смог удержать его интерес на продолжительное время. 
Вместо этого он сосредоточился на искусстве, получая при этом финансовую поддержку от родителей. Дебютировал как писатель с книгой «Нагой мужчина» (Det nøgne menneske, 1932). Его работы экспонировались на различных выставках в 1932 году. 

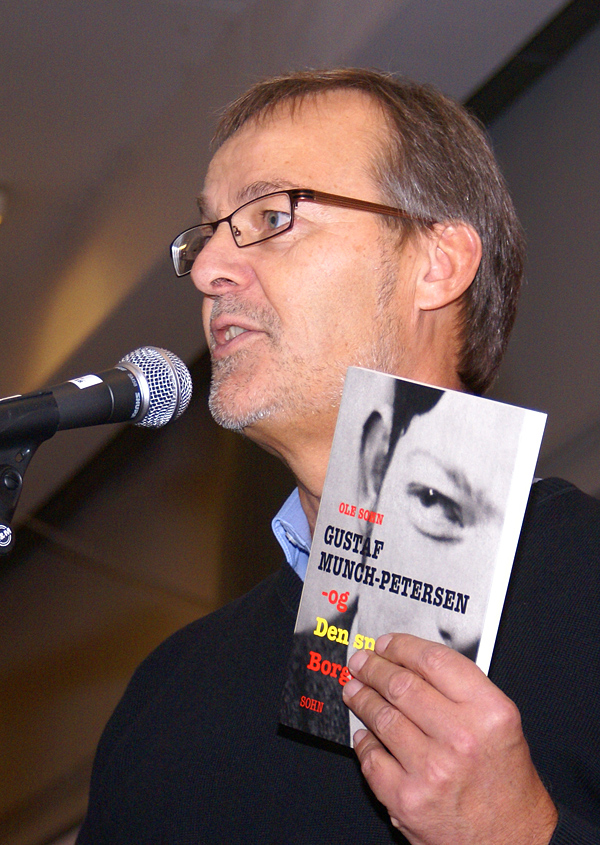
Биограф и политик Оле Сон со своей книгой о Мунк-Петерсене

В 1935 году он переехал на датский остров Борнхольм, где в 1936 году женился на керамистке Элисабет «Лисбет» Акшели Брун (Лисбет Хьорт) (1908—1997).
В 1937 году он отправился добровольцем сражаться за республиканцев в гражданской войне в Испании, вступив в Интернациональную бригаду. В своих письмах из Испании Густав Мунк-Петерсен изображал вооружённую борьбу как продолжение своего творческого творчества. В следующем году пал в бою.
Его двоюродный брат Арне Мунк-Петерсен был известным депутатом-коммунистом, ставшим жертвой сталинских чисток.